# 타만 사파리
타만 사파리(Taman Safari)는 인도네시아 보고르에 있는 사파리 공원이다.